# Pistolet maszynowy MP 3008
MP 3008 (Volks MP) – niemiecki pistolet maszynowy przeznaczony dla oddziałów Volkssturmu.

## Historia konstrukcji
Pod koniec 1944 roku zakłady Mausera otrzymały zadanie wykonania 25 000 egzemplarzy pistoletu maszynowego Sten Mk II (miały one stanowić uzbrojenie niemieckich oddziałów dywersyjnych). Zadanie zostało wykonane w trzy miesiące i do końca stycznia 1945 roku zamówione pistolety maszynowe były gotowe.
Po wykonaniu zamówienia na Steny w fabryce Mausera powstał prototyp pistoletu maszynowego wzorowanego na Stenie. Jedynymi zmianami było umieszczenie magazynka u spodu broni (w stenie był po lewej stronie) i przystosowanie gniazda magazynka do współpracy z magazynkami pistoletów maszynowych MP 38 i MP 40.
W zakładach Mausera wykonano ok. 150 egzemplarzy wzorcowych MP 3008. Zostały one wysłane do pięciu (lub sześciu) innych firm, które miały rozpocząć jego produkcję. MP 3008 jako Volks MP miał się stać podstawowym pistoletem maszynowym oddziałów Volkssturmu.
Pistolety maszynowe MP 3008 były prawdopodobnie produkowane w czterech firmach oznaczonych kodami rde, tvw, TJK i nea. Z tych firm zidentyfikowano tylko oznaczoną kodem nea firmę Walter Steiner, Eisenkonstruktionen z Suhl.
Planowano, że każda z tych firm dostarczy 10 000 pistoletów maszynowych MP 3008, jednak bombardowania i szybkie postępy aliantów sprawiły, że prawdopodobnie nie wyprodukowano więcej niż 10 000 egzemplarzy. Według amerykańskich badań zmontowano maksymalnie około 3500 sztuk. Nie wiadomo, ile z nich faktycznie dotarło do Volkssturmu, zanim alianci przejęli zakłady produkcyjne.

## Opis konstrukcji
Pistolet maszynowy MP 3008 działał na zasadzie odrzutu zamka swobodnego. Zasilanie w naboje z dwurzędowego magazynka pudełkowego o pojemności 32 naboi, przystawianego od spodu broni. Stałe przyrządy celownicze. Kolba stała, metalowa, wygięta z płaskownika lub wykonana z rury z dospawaną stopką.